# Araeococcus chlorocarpus
Espèce
Classification phylogénétique
Synonymes
- Lamprococcus chlorocarpus Wawra

Araeococcus chlorocarpus est une espèce de plantes de la famille des Bromeliaceae, endémique du Brésil et décrite en 2007.

## Synonymes
- Lamprococcus chlorocarpus Wawra[1].

## Distribution
L'espèce est endémique de l'État de Bahia au Brésil.

## Description
L'espèce est épiphyte.